# 排楼站
排楼站是位于湖南省中方县牌楼镇的一个铁路车站，有焦柳铁路经过该站。车站隶属广铁集团怀化车务段，客运每日有怀化至塘豹的慢车停靠，不办理货运业务，是四等站。
车站建于1978年，设3条到发线、1条货运线:346。